# قرار مجلس الأمن التابع للأمم المتحدة رقم 39
قرار مجلس الأمن التابع للأمم المتحدة رقم 39، الصادر في 20 يناير 1948، عرض المساعدة في الحل السلمي للنزاع في كشمير من خلال تشكيل لجنة من ثلاثة أعضاء؛ واحد تختاره الهند، وواحد تختاره باكستان، والثالث تختاره الدولتان الأخريان في اللجنة. وكان على اللجنة أن تكتب رسالة مشتركة تقدم المشورة لمجلس الأمن بشأن مسار العمل الأفضل للمساعدة على تعزيز السلام في المنطقة.

## وظائف الهيئة
وكان على اللجنة «التحقيق في الحقائق» و «تنفيذ التوجيهات» التي قدمها مجلس الأمن. كانت التحقيقات تتناول الادعاءات التي قدمتها الهند في رسالتها المؤرخة في 1 يناير 1948، بشأن الوضع في جامو وكشمير. ثانياً، كان عليهم أن يعالجوا، عندما «يوجه مجلس الأمن ذلك»، قضايا أخرى أثارتها باكستان في رسالتها في 15 يناير 1948. كانت الادعاءات الباكستانية واسعة النطاق: أن الهند كانت تحاول التراجع عن تقسيم الهند، وأنها كانت تقوم بحملة «إبادة جماعية» ضد المسلمين في شرق البنجاب ودلهي ومناطق أخرى، حيث احتلت جوناغاد بقوة وغير قانونية، وحصلت على انضمام جامو وكشمير عن طريق «الاحتيال والعنف»، وأنها هددت باكستان هجوم عسكري مباشر. 

## المفاوضات وما بعدها
وقد نقلت بلجيكا القرار بصفتها رئيس المجلس. تأثر إلى حد كبير بالوفد البريطاني الخاص برئاسة فيليب نويل بيكر، وزير مجلس الوزراء البريطاني لعلاقات الكومنولث، الذي أرسل إلى الأمم المتحدة لمعالجة نزاع كشمير.   تم تمرير القرار بتسعة أصوات، مع امتناع أوكرانيا والاتحاد السوفيتي عن التصويت.
سعى الوفد البريطاني أيضًا إلى إقناع الهند بقبول إدارة محايدة في كشمير تحت رعاية الأمم المتحدة. وكان من المقرر أن يرأس الإدارة رئيس «محايد» وستكون كشمير تحت احتلال عسكري مشترك تحت قيادة قائد محايد تعينه الأمم المتحدة. لم تدعم الولايات المتحدة هذه المقترحات بعيدة المدى.   
كان الوفد البريطاني يعتزم أن تكون لجنة الأمم المتحدة تابعة لمجلس الأمن، في حين سيتم تنفيذ العمل الحقيقي لصياغة تسوية في نيويورك. وبالتالي، على الرغم من إلحاح الوضع، لم يتم اتخاذ أي خطوات لإنشاء اللجنة إلا بعد تمرير القرار 47 من قبل المجلس في أبريل 1948.  مرت 11 أسبوعًا آخر قبل أن يتم تشكيل اللجنة وقادرة على الوصول إلى شبه القارة الهندية. وقد وجه دبلوماسي الأمم المتحدة جوزيف كوربل في وقت لاحق كلمات انتقادية للتأخير في تشكيل لجنة الأمم المتحدة. خلال أشهر الشتاء، انخفض القتال إلى مناوشات صغيرة. ورأى كوربل أن وصول اللجنة قبل تجدد القتال في أشهر الصيف كان يمكن أن يكون له تأثير سلبي. عندما بدأت اللجنة عملها في نهاية المطاف، كان الوضع السياسي والعسكري مختلفًا تمامًا عما كان عليه في يناير - أبريل 1948. 
اكتشف لاحقًا أن العامل المساهم في التأخير هو فشل باكستان في تعيين ممثلها في لجنة الأمم المتحدة حتى 30 أبريل 1948.

## فهرس
- Ankit، Rakesh (2013)، "Britain and Kashmir, 1948: 'The Arena of the UN'"، Diplomacy & Statecraft، ج. 24، DOI:10.1080/09592296.2013.789771
- Dasgupta، C. (2014) [first published 2002]، War and Diplomacy in Kashmir, 1947-48، SAGE Publications، ISBN:978-81-321-1795-7
- Korbel، Josef (1966) [first published 1954]، Danger in Kashmir (ط. second)، Princeton University Press
- Schaffer، Howard B. (2009)، The Limits of Influence: America's Role in Kashmir، Brookings Institution Press، ISBN:978-0-8157-0370-9

## روابط خارجية
- نص القرار في undocs.org
- نص القرار في نظام الوثائق الرسمية للأمم المتحدة